# Thoropa miliaris
A rã-das-pedras (nome científico: Thoropa miliaris)  é uma espécie de anfíbio da família Cycloramphidae. Endêmica do Brasil, onde é encontrada nos estados de Minas Gerais, Espírito Santo, Rio de Janeiro, São Paulo, Paraná e sul da Bahia. Essa espécie caracteriza-se por ser reproduzir, ocupar e desenvolver em  afloramentos rochosos úmidos. Apresenta a mais ampla distribuição geográfica dentre as 5 espécies do gênero e ela é conhecida popularmente como a rã-das-pedras.    

## Hábitos
T. miliares é encontrada em afloramentos rochosos úmidos. A rã-das-pedras, como é popularmente conhecida, possui hábitos  noturnos  e por isso, utilizam-se de frestas encontrado em ambientes rochosos para proteger-se de predadores naturais. Ela pode ser encontrada também entre troncos de árvores e folhas no chão da mata.

## Alimentação
A rã-das-pedras tem uma alimentação bem variada, alimentando-se de várias espécies, ou seja, consome o que está disponível no ambiente como formiga, cupins, besouros ou até invertebrados marinhos, devido habitar próximo de afloramentos rochosos, situados perto ao mar, como caramujos e barata do mar.

## Reprodução
A reprodução da rã-das-pedras ocorre no período do verão. Para chamar a atenção das fêmeas, os machos emitem sons que nesse período podem facilmente se distinguir  das fêmeas, por possuir uma grande desenvolvimento dos braços e dos espinhos em suas três primeiras dedos das patas anteriores, das quais, utilizam para auxiliar no ato sexual e proteger seu território de outros machos da espécie.

## Desenvolvimento
Ao contrário de outras especies de anuros, a rã-das-pedras costuma colocar seus ovos nas rochas úmidas que possui constantemente a presença de luz solar, os ovos são postos em fileiras com coloração escura. Os machos da espécie ficam sempre próximo aos ovos para a proteção de invasores, após poucos dias os ovos eclodem e dão origem a girinos que possuem uma coloração idênticas a das rochas, além de terem seus corpos levemente achatados fazendo-os parecer grudados sobre as pedras, neste período, alimentam-se principalmente de microalgas presente no ambiente, porém, podem apresentar um comportamento canibal comendo os ovos da sua propiá especie.
Após a sua metamorfose eles podem ser encontrados quase sempre juntos, no entanto, após adultos, eles se tornam mais solitários e adquirindo hábitos noturnos. 

## Atualmente
Fatores como a degradação da mata atlântica e mudanças climáticas afetaram diretamente os anfíbio, dentre eles encontra-se a rã-das-pedras que atualmente esta na lista vermelhas de animais ameaçados de extinção da Bahia. Porém segundo a lista vermelha de espécies ameaçadas da IUCN essa espécie é pouco preocupante no Brasil, ou seja, ela ainda ocorre em outros estados brasileiros, mas na Bahia ela está vulnerável à extinção.